# Sant Joan Baptista (Santo Domingo el Antiguo)
Aquest llenç de Sant Joan Baptista forma part del retaule major de Santo Domingo el Antiguo, a Toledo, perquè no va ser venut i sempre ha romàs a aquest retaule. Consta amb el número 5 en el catàleg raonat d'obres d'aquest pintor, realitzat per Harold Wethey.

## Temàtica de l'obra
La presencia i la situació de Joan Baptista a aquest retaule es justifica perquè va ser l'anunciador del Redemptor, i amb la seva mà dreta apunta vers la custòdia sobre l'altar, manifestant que allí d'aguna forma segueix estant Crist.

## Anàlisi de l'obra
Oli sobre llenç; 212 x 78 cm.; Santo Domingo el Antiguo, Toledo.
Les vestimentes gris-marró i tota la pintura en general están enfosquides. Joan Baptista és representat mig nu, cobert només per una pell de camell, i portant a la mà esquerra una vara amb la creu. És una figura ossuda, increïblement allargada, el prototip de l'ascetisme, una persona que veu en la mortificació del seu cos el camí vers la salvació. El seu naturalisme i el seu canon corporal anuncien les etapes posteriors d'El Greco i, comparant-lo amb les altres figures d'aquest retaule, mostren la versatilitat de l'artista cretenc fins i tot en aquest període.

## Situació dins el conjunt
- Continua situat en el Retaule Major, al carrer lateral esquerra de la predel·la.